# Ritratto di un musicista
Il Ritratto di un musicista è un dipinto a olio su tavola (56x67 cm) di Pontormo, databile al 1518-1519 circa e conservato negli Uffizi di Firenze.

## Storia e descrizione
L'opera si trovava nelle collezioni del cardinale Leopoldo de' Medici, ed era anticamente inventariato come ritratto del musicista Francesco dell'Ajolle di Andrea del Sarto. Carlo Gamba spostò l'attribuzione a Pontormo, venendo poi seguito dal resto della critica. Nel 1959 Keutner escluse che l'effigiato possa essere il dell'Ajolle, che indicava piuttosto nel Ritratto virile di Rosso Fiorentino alla National Gallery di Washington.
La cronologia si basa su dati stilistici. Fu Luciano Berti a collocare questo lavoro nella fase giovanile, tra la Pala Pucci e i Santi di Pontorme.
Il protagonista è ritratto seduto, a mezza figura, su sfondo scuro uniforme. Ha il busto ruotato verso destra, con il braccio destro mollemente adagiato su un bracciolo della sedia, mentre tra le gambe tiene aperto un libro con spartiti musicali. Il volto è invece ruotato verso lo spettatore, evidenziato nel suo candore rispetto ai toni scuri della veste e dello sfondo. Indossa un copricapo nero ed ha un'età giovane, sui vent'anni, con i capelli lunghi fino al collo, lunghe basette, un accenno di baffi e barbetta. Gli occhi sono grandi ed espressivi, il naso dritto, la bocca sottile, il mento pronunciato.